# Queen Charlotte-szigeteki karibu
A Queen Charlotte-szigeteki karibu (Rangifer tarandus dawsoni) az emlősök (Mammalia) osztályának párosujjú patások (Artiodactyla) rendjébe, ezen belül a szarvasfélék (Cervidae) családjába tartozó rénszarvas (Rangifer tarandus) egyik kihalt észak-amerikai alfaja.

## Előfordulása és kihalása
A Queen Charlotte-szigeteki karibu egykoron a kanadai Brit Columbia tartományhoz tartozó Graham- és Haida Gwaii-szigeteken fordult elő. Ez az állat veszélyeztetetté és később kihalttá vált, miután az ember kivágta az élőhelyéül szolgáló erdőket, behurcolta a betegségeket és végül túlvadászta. Az utolsó 3 példányt 1908-ban lőtték ki. Eme három állat bőrét és csontjait a Royal British Columbia Museum-ban lehet megnézni.
A legutóbbi mitokondriális DNS-vizsgálatok azt mutatták, hogy ez az állat genetikailag nem volt különböző a kanadai kontinentális alfajtól.

## Fordítás
- Ez a szócikk részben vagy egészben  a   Queen Charlotte Islands caribou című angol Wikipédia-szócikk ezen változatának fordításán alapul.  Az eredeti cikk szerkesztőit annak laptörténete sorolja fel. Ez a jelzés csupán a megfogalmazás eredetét és a szerzői jogokat jelzi, nem szolgál a cikkben szereplő információk forrásmegjelöléseként.